# Casio Exilim
Exilim est une gamme d'appareil photographique numérique de type compact introduite en 2002 par Casio. 
Le nom "Exilim" vient de la contraction de 2 mots : le premier du latin "eximius" pour extraordinaire et le second de l'anglais "slim" pour plat pour qualifier cette gamme d'appareils photographique numérique comme extra-plat.
La série Exilim Card a notamment été, au moment de sa commercialisation, la gamme d'appareils photo numériques la plus mince, généralement de 10 à 15 millimètres d'épaisseur comparée aux modèles concurrents d’épaisseur de 25 à 35 millimètres. Cela a contraint les autres fabricants à rendre leurs appareils photo numériques plus compacts à partir de 2004. 

## Fonctionnalités
Tous les modèles utilisent les cartes mémoires Secure Digital (SD) ou MultiMedia Card (MMC). Ils possèdent une petite quantité de mémoire interne et ne sont donc pas tous livrés avec une carte mémoire. Plusieurs modèles d’appareils Exilim sont livrés avec une station d’accueil, qui est utilisée pour la recharge de la batterie de l'appareil et pour télécharger les images et vidéos de l’appareil vers un ordinateur ou vers une imprimante compatible PictBridge via un cable USB. 
Les images sont enregistrées en tant que fichiers JPEG avec des données compatible Exif. Le format RAW n’est pas disponible par défaut, mais sur certains modèles, un menu peut être consulté afin de permettre aux images d’être enregistrées en tant que données RAW. 
La plupart des modèles utilisent une batterie propriétaire Casio au lithium-ion, bien que certains modèles utilisent la pile standard type AA (LR6). Tous les modèles ont des écrans à cristaux liquides égaux ou supérieurs de 2 pouces et permettent plus de 20 modes de prise de vues prédéfinies. 

### Vidéo MPEG-4
Les modèles Exilim qui enregistrent leur vidéo au format MPEG-4 bénéficient d’un enregistrement plus long dû à une compression de meilleure qualité. La qualité « normale » MPEG-4 permet plus d'une heure d’enregistrement en résolution 640 × 480, à 30 images par seconde sur une carte mémoire de 1 Go. 
Le format vidéo standard QuickTime d’Apple Computer ne peut pas lire les fichiers Casio MPEG-4 car ils sont créés avec les codec spécifiques à Casio et porte l'extension AVI. Pour résoudre cette incompatibilité, Casio livre avec ses appareils le logiciel "AVI Importer" pour convertir des vidéos MPEG-4 dans un format QuickTime. Les applications autres que QuickTime, comme VLC et MPlayer, sont également disponibles et peuvent lire les vidéos sans conversion.
 
Les modèles EX-Z1200, EX-Z1080 et EX-Z77 utilisent le codec vidéo H.264.

## Logiciels inclus
Tous les appareils photo Exilim sont livrés avec les logiciels et applications suivants : 
- PhotoLoader : Logiciel pour la copie automatique des photos sur un disque dur.
- Photohands : Logiciel de traitement d’images. Photohands permet la rotation et le redimensionnement des images et d'imprimer une photo avec la date superposée.
- Guide de l’utilisateur : le manuel de l'appareil.
- Adobe Acrobat Reader : Pour lire le Guide de l’utilisateur, qui est un fichier PDF.
- AVI Importer : Conversion de fichier vidéo AVI-MPEG
- Ulead Movie Wizard - utilisé pour les éditions de films (fourni seulement avec le EX-Z750, EX-V7 et EX-Z850).

## Inconvénients
Pour les modèles qui sont livrés avec des postes d’accueil, le seul moyen de recharger la batterie de l'appareil sans utiliser le poste est facultatif avec l'achat d'un chargeur de batterie supplémentaire. 
Le stabilisateur d’image "Anti Shake DSP" dans les modèles récents n’est pas un vrai stabilisateur optique ou numérique, mais plutôt un dispositif qui, au moment de la détection de vibrations, définit une Sensibilité ISO plus élevée, ce qui réduit les temps d'exposition. Le modèle EX-V7 est le premier à offrir un véritable stabilisateur mécanique, déplaçant le capteur CCD si nécessaire. 
De nombreuses critiques sur les appareils photographiques Exilim sont relatives à un problème qui empêche l'objectif de sortir de l'intérieur de l’appareil allumé ou éteint avec un message d'erreur "LENS ERROR". Il est préférable de régler l'appareil afin de ne pas commencer à utiliser le bouton de lecture ou d'enregistrement, ce qui limite la possibilité d'une sortie accidentelle de l’objectif qui viendrait en butée contre un objet quelconque. Ce défaut exige généralement une réparation ou le remplacement du groupe moteur-lentille. 

## Modèles

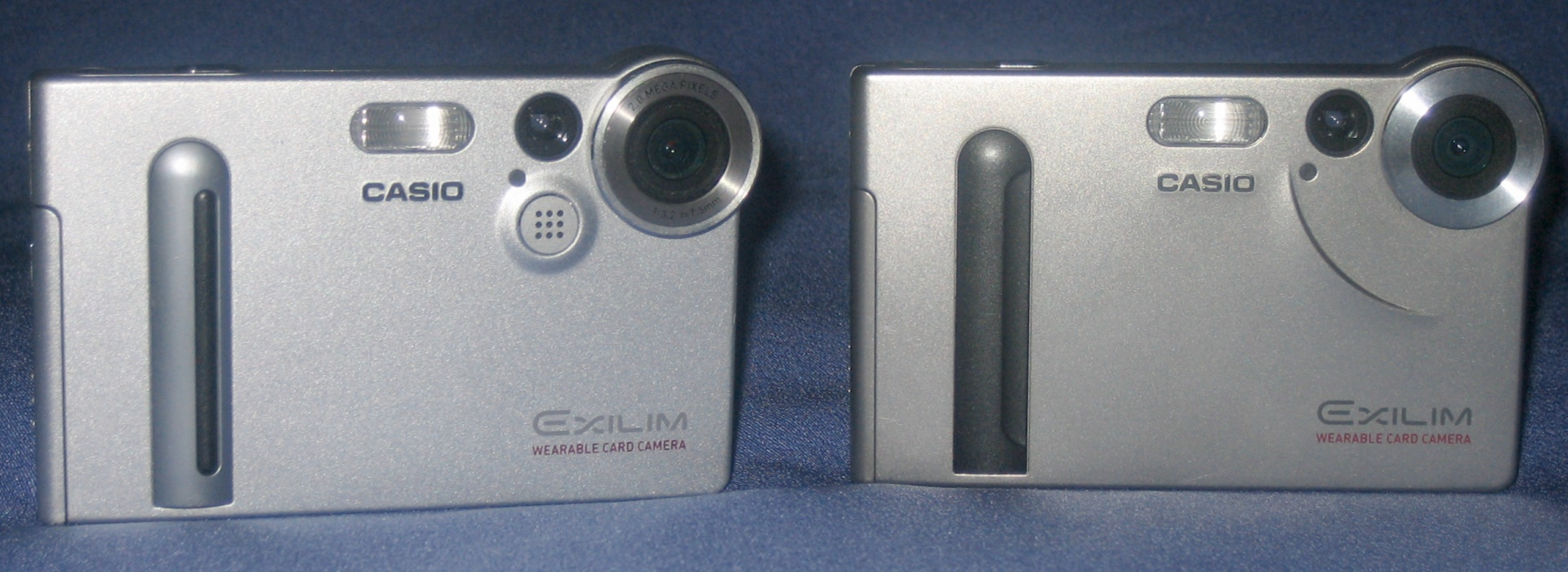
EX-M2 et EX-S2.

La série Exilim Card (modèle S) sont des modèles ultra-compact. Ces appareils ont la taille d'une carte de crédit et de 9 mm à 16 mm d'épaisseur. Les premiers modèles n'ont qu'un zoom numérique, mais les modèles plus récents ont maintenant aussi un zoom optique.
 
Les modèles M sont basés sur le modèle S, mais permettent l’enregistrement audio WAV et la lecture des WAV et MP3.
La série Exilim Zoom (modèle Z) reprend la ligne générale avec un zoom optique.
La série Exilim Hi-Zoom (modèle V) possède un zoom optique plus important. 
La série Exilim Pro (modèle P) est un appareil photo numérique de type bridge, avec une meilleure qualité d’optique et un zoom plus important. 
Les modèles dont la référence se termine par U (ex: EX-Z4U) sont des modèles uniquement pour le marché nord-américain, avec certaines fonctions en moins par rapport au modèle standard. 
Les batteries Casio NP-20 sont prévues pour 630 mAh de charge, la NP-50 pour 950 mAh, tandis que l'épaisse NP-40 est évaluée à 1 230 mAh.
| Modèle    | Date de sortie | Résolution (pixels effective) | Objectif(équiv. 35 mm), zoom optique      | Batterie | Dimension (mm), poids                     | Photo | Notes                                                                                                  |
| --------- | -------------- | ----------------------------- | ----------------------------------------- | -------- | ----------------------------------------- | ----- | --- |
| EX-S1     | 2002           | 1,3 Mpx (1280×960), 1/2,7"    | 37 mm, f/2.5                              | NP-20    | 88 × 55 × 11,3 mm, 87 g                   |       | |
| EX-M1     | 2002           | 1,3 Mpx (1280×960), 1/2,7"    | 37 mm, f/2.5                              | NP-20    | 88 × 55 × 12,4 mm, 87 g                   |       | EX-S1 avec audio et MP3                                                                                |
| EX-S2     | 2002           | 2 Mpx (1600×1200), 1/1,8"     | 36 mm, f/3,2                              | NP-20    | 88 × 55 × 11,3 mm, 88 g                   |       | |
| EX-M2     | 2002           | 2 Mpx (1600×1200), 1/1,8"     | 36 mm, f/3,2                              | NP-20    | 88 × 55 × 12,4 mm, 90 g                   |       | EX-S2 avec audio et MP3                                                                                |
| EX-Z3     | Janvier 2003   | 3 Mpx (2048×1536), 1/2,5"     | 35-105 mm, f/2,6-4,8 (3×)                 | NP-20    | 87 × 67 × 23 mm, 146 g                    |       | |
| EX-S3     | Mars 2003      | 3 Mpx, 1/1,8"                 | 35 mm, f/4,2                              | NP-20    | 89,5 × 57 × 11,7 mm, 72 g                 |       | |
| EX-S20(U) | Août 2003      | 2 Mpx (1600×1200), 1/2,7"     | 37 mm, f/3,5                              | NP-20    | 83 × 53 × 11 mm, 100 g (avec batt.)       |       | Macro                                                                                                  |
| EX-M20(U) | Août 2003      | 2 Mpx (1600×1200), 1/2,7"     | 37 mm, f/3,5                              | NP-20    | 83 × 53 × 11 mm, 80 g (sans batt.)        |       | EX-S20(U) avec audio et MP3, écouteurs et wired remote control                                         |
| EX-Z4     | Août 2003      | 4 Mpx (2304×1728), 1/2,5"     | 35-105 mm (3×), f/2,6-4,3                 | NP-20    | 87 × 57 × 23 mm, 170 g                    |       | |
| EX-Z4(U)  | Août 2003      | 4 Mpx (2304×1728), 1/2,5"     | 35-105 mm (3×), f/2,6-4,3                 | NP-20    | 87 × 57 × 23 mm, 170 g                    |       | EX-Z4U (USA) pas de fonction vidéo                                                                     |
| EX-Z30    | Février 2004   | 3 Mpx (2048×1536), 1/2,5"     | 35-105 mm (3×), f/2,6-4,3                 | NP-20    | 87 × 57 × 23 mm, 150 g (avec batt.)       |       | PictBridge                                                                                             |
| EX-Z40    | Février 2004   | 4 Mpx (2304×1728), 1/2,5"     | 35-105 mm (3×), f/2,6-4,8                 | NP-20    | 87 × 57 × 23 mm, 150 g (avec batt.)       |       | PictBridge                                                                                             |
| EX-P600   | Février 2004   | 6 Mpx (2816×2112), 1/1,8"     | 33-132 mm (4×), f/2,8-4,0 de marque Canon | NP-40    | 97,5 × 67,5 × 45,1 mm, 225 g (sans batt.) |       | TIFF, PictBridge, mode infrarouge, contrôles manuels                                                   |
| EX-S100   | Août 2004      | 3,2 Mpx (2048×1536), 1/3,2"   | 36-102 mm (2,8x), f/4,0-6,6               | NP-20    | 88 × 57 × 16,7 mm, 113 g (sans batt.)     |       | Lentille céramique Lumicera, PictBridge                                                                |
| EX-Z50    | Août 2004      | 5 Mpx (2560×1920), 1/2,5"     | 35-105 mm (3×), f/2,6-4,8                 | NP-40    | 87 × 58 × 23 mm, 171 g                    |       | PictBridge                                                                                             |
| EX-P700   | Août 2004      | 7 Mpx (3072×2304), 1/1,8"     | 33-132 mm (4x), f/2,8-4,0 de marque Canon | NP-40    | 98 × 68 × 45 mm, 261 g                    |       | TIFF, PictBridge, mode infrarouge, contrôles manuels                                                   |
| EX-Z55    | Août 2004      | 5 Mpx (2560×1920) 1/2,5"      | 35-105 mm (3x), f/2,6-4,8                 | NP-40    | 87 × 58 × 22,5 mm, 130 g (sans batt.)     |       | PictBridge                                                                                             |
| EX-P505   | Janvier 2005   | 5 Mpx (2560×1920) 1/2,5"      | 38-190 mm (5x), f/3,3-7,4                 | NP-40    | 98,5 × 55,5 × 73,5 mm, 215 g (sans batt.) |       | MPEG-4, macro (1 cm), PastMovie, PictBridge, contrôles manuels .                                       |
| EX-Z750   | Février 2005   | 7,1 Mpx (3072×2304), 1/1,8"   | 38-114 mm (3x), f/2,8-5,1                 | NP-40    | 89 × 59 × 22 mm, 165 g                    |       | PictBridge, MPEG-4, manual controls                                                                    |
| EX-Z57    | Février 2005   | 5 Mpx (2560×1920), 1/2,5"     | 38-114 mm (3x), f/2,6-4,8                 | NP-40    | 88,5 × 58 × 22,5 mm, 130 g                |       | PictBridge, 2.7" LCD                                                                                   |
| EX-S500   | Juin 2005      | 5 Mpx (2560×1920), 1/2.5"     | 38-114 mm (3x), f/2,7-4,3                 | NP-20    | 90 × 59 × 16,1 mm, 115 g (sans batt.)     |       | Anti Shake DSP, PictBridge, MPEG-4, gris, argent et orange                                             |
| EX-Z500   | Août 2005      | 5 Mpx (2560×1920), 1/2,5"     | 38-114 mm (3×), f/2,7-4,3                 | NP-40    | 88,5 × 57 × 20,5 mm, 112 g (sans batt.)   |       | PictBridge, vidéo MJPEG, Anti Shake DSP                                                                |
| EX-Z10    | Août 2005      | 5 Mpx (2560×1920), 1/2,5"     | 38-114 mm (3×), f/3,1-4,4                 | AA       | 90 × 60 × 27,2 mm, 138 g (sans batt.)     |       | PictBridge, vidéo MJPEG, contrôles manuels                                                             |
| EX-Z110   | Août 2005      | 6 Mpx (2816×2112), 1/2,5"     | 38-114 mm (3×), f/3,1-4,4                 | AA       | 90 × 60 × 27,2 mm, 138 g (sans batt.)     |       | PictBridge, vidéo MJPEG, contrôles manuels                                                             |
| EX-Z120   | Aôût 2005      | 7,2 Mpx (3072 x 2304), 1/1,8" | 38-114 mm (3×), f/2,8-4,0                 | AA       | 90 × 60 × 27,2 mm, 138 g (sans batt.)     |       | PictBridge, vidéo MJPEG, contrôles manuels                                                             |
| EX-S600   | Octobre 2005   | 6 Mpx (2816×2112), 1/2,5"     | 38-114 mm (3x), f/2,7-4,3                 | NP-20    | 90 × 59 × 16,1 mm, 115 g (sans batt.)     |       | Anti Shake DSP, PictBridge, MPEG-4, SDHC de 8 Go (avec firmware 1.02), argent bleue métallique, orange |
| EX-Z600   | Janvier 2006   | 6 Mpx (2816×2112), 1/2,5"     | 38-114 mm (3×), f/2,7-4,3                 | NP-40    | 88,5 × 57 × 20,51 mm, 112 g (sans batt.)  |       | PictBridge, film MJPEG, Super Bright LCD                                                               |
| EX-Z60    | Février 2006   | 6 Mpx (2816×2112), 1/2,5"     | 38-114 mm (3×), f/3,1-4,4                 | NP-20    | 95,2 x 60,6 × 19,8 mm, 118 g (sans batt.) |       | Anti Shake DSP, PictBridge, Film MJPEG, argent, noir, rouge                                            |
| EX-Z850   | Février 2006   | 8,0 Mpx (3264×2448), 1/1,8"   | 38-114 mm (3x), f/2,8-5,1                 | NP-40    | 89 × 58,5 × 23,7 mm, 185 g (sans batt.)   |       | PictBridge, MPEG-4, Super Bright LCD, movie light, contrôles manuels                                   |
| EX-Z5     | Avril 2006     | 5MP (2560×1920), 1/2,5"       | 38-114 mm (3x), f/3,1-4,4                 | NP-20    | 95,2 × 60,6 × 19,8 mm, 119 g (sans batt.) |       | MJPEG, Anti Shake DSP                                                                                  |
| EX-Z1000  | Avril 2006     | 10,1 Mpx (3648×2736), 1/1,8"  | 38-114 mm (3x), f/2,8-5,4                 | NP-40    | 92 × 58,4 × 22,4 mm, 185 g                |       | Premier vrai appareil numérique 10 Mpx                                                                 |
| EX-Z70    | Juin 2006      | 7 Mpx (3072×2304), 1/2,5"     | 38-114 mm (3x), f/3,1-4,4                 | NP-20    | 95,2 × 60,6 × 19,8 mm, 118 g              |       | Anti Shake DSP, PictBridge, film MJPEG, SDHC (avec firmware 1.01)                                      |
| EX-Z700   | Août 2006      | 7 Mpx (3072×2304), 1/2,5"     | 38-114 mm, f/2,7-4,3 (3×)                 | NP-40    | 88,5 × 57 × 20,5 mm, 112 g (sans batt.)   |       | PictBridge, MJPEG , SDHC (avec firmware 1.01)                                                          |
| EX-S770   | Août 2006      | 7 Mpx (3072×2304), 1/2,5"     | 38-114 mm, f/2,7-5,2 (3×)                 | NP-20    | 95 × 60 × 17 mm, 127 g (sans batt.)       |       | PictBridge, MPEG-4                                                                                     |
| EX-V7     | Janvier 2007   | 7 Mpx (3072×2304), 1/2,5"     | 38-266 mm, f/3,4-5,3 (7×)                 | NP-50    | 95,5 × 59,8 × 25,1 mm, 149 g (no batt)    |       | Zoom 7×, CCD shift IS, MJPEG, H.264, SDHC                                                              |
| EX-Z75    | Janvier 2007   | 7 Mpx (3072×2304), 1/2,5"     | 38-114 mm (3x), f/3,1-4,4                 | NP-20    | 95,4 × 60,6 × 19,6 mm, 122 g (sans batt.) |       | MJPEG, SDHC                                                                                            |
| EX-Z1050  | Janvier 2007   | 10,1 Mpx (3648×2736), 1/1,75" | 38-114 mm (3x), f/2,8-8,0                 | NP-40    | 91,1 × 57,2 × 24,2 mm, 125 g (sans batt.) |       | 2,6" LCD, MJPEG, Rafale de 7 images par seconde avec sensibilité de 800 ISO                            |
| EX-Z1200  | Mai 2007       | 12,1 Mpx (4000×3000), 1/1,7"  | 37-111 mm (3x), f/2,8-5,4                 | NP-40    | 93,3 × 58,5 × 22,4 mm, 152 g (sans batt.) |       | 2,8" LCD, vidéo H.264, CCD shift IS                                                                    |
| EX-Z77    | Juillet 2007   | 7,2 Mpx (3072×2304), 1/1,7"   | 38-114 (3x), f/3,1-5,9                    | NP-20    | 95 × 59 × 19,8 mm, 118 g (sans batt.)     |       | 2.6" LCD, vidéo H.264, noir, rouge                                                                     |
| EX-S880   | Juillet 2007   | 8,1 Mpx (3264×2448), 1/2,5"   | 38-114 mm (3x), f/2,7-8,0                 | NP-20    | 94,5 × 60,4 × 17,3 mm, 128 g (sans batt.) |       | 2,8" LCD, vidéo H.264, argent, noir, bleu, rose                                                        |
| EX-V8     | Août 2007      | 8,1 Mpx (3264×2448), 1/2.5"   | 38-266 mm (7x), f/3,4-5,3                 | NP-50    | 95,5 × 59,8 × 25,5 mm, 149 g (sans batt.) |       | |
| EX-Z1080  | Août 2007      | 10,1 Mpx (3648×2736), 1/1.75" | 38-114 mm (3x), f/2,8-5,1                 | NP-40    | 91,1 × 57,2 × 24,2 mm, 125 g (sans batt.) |       | |
| Modèle    | Date de sortie | Résolution (pixels effective) | Objectif (équiv. 35 mm), zoom optique     | Batterie | Dimension (mm), poids                     | Photo | Notes                                                                                                  |

## Sources
- (en) Cet article est partiellement ou en totalité issu de l’article de Wikipédia en anglais intitulé « Casio Exilim » (voir la liste des auteurs).